# Under the Moonspell

Under the Moonspell est le premier album du groupe Moonspell sorti en 1994.

## Liste des titres
1. Allah Akbar! La Allah Ella Allah! (Praeludium / Incantatum Solstitium)
2. Tenebrarum Oratorium (Andmento I / Erudit Compendyum)
3. Tenebrarum Oratorium (Andmento II / Erudit Compendyum)
4. Opus Diabolicum (Andmento III / Instrumental Compendyum)
5. Chorai Lusitania! (Epilogus /incantatum Maresia)